# Fernand Martignoni
Pour les articles homonymes, voir Martignoni.
Fernand Martignoni, né le 25 juin 1929 à Toué (Basse-Nendaz) et mort le 27 octobre 1982 lors d'un accident d'hélicoptère, est un pilote suisse.

## Biographie
Après avoir fait un apprentissage de mécanicien sur automobile, il vient à l'aérodrome de Sion et apprend à piloter avec Hermann Geiger (1952). Il fait ses premiers atterrissages sur les glaciers en 1953. En 1954, il devient pilote professionnel et en 1958 pilote d'hélicoptère sur un Bell 47 G. En 1956, l'Aéro-Club de Sion l'engage comme deuxième pilote au côté d'Hermann Geiger puis en 1966, il devient chef pilote de la compagnie Air-Glaciers qu'il a cofondée. Il s'est marié en 1950 avec Julia Theytaz avec qui il a eu cinq enfants dont Jacques Martignoni (qui travaille encore aujourd'hui à Air-Glaciers comme chef mécaniciens). Le 18 mars 1965, à la suite de son premier accident d'hélicoptère, il a été brûlé au troisième degré sur 25 % de son corps.
Pilote des glaciers, appelé le « Saint-Bernard » volant, Fernand Martignoni a assumé plus de 2 500 sauvetages en montagne avec un avion ou un hélicoptère. Il a été membre fondateur et premier président du Para-club Valais.
Le 27 octobre 1982, Fernand Martignoni, aux commandes de l'Alouette III immatriculée HB-XCM d'Air-Glaciers, pilotait pour le Service vétérinaire dans le cadre de sa campagne de lutte contre la rage. Il s'agissait de disposer des appâts pour les renards. En remontant le pâturage d'Ayerne, au-dessus des Diablerets, l'Alouette III a heurté le câble d'un téléphérique desservant un chalet d'alpage. Cet obstacle avait été rayé de la carte des obstacles à la navigation aérienne suisse. L'accident a fait quatre morts. Il avait plus de 17 000 heures de vol à son actif.

## Récompenses
- Médaille d'or des pilotes des glaciers[3]
- Médaille d'or des Vieilles Tiges
- Certificat de capacité or de la FIA, 1982
- Prix de la Fondation Divisionnaire Rünzi, 1982
- Mérite alpin au Festival du film des Diablerets, 1982

## Sources
1. ↑  Coopération, 14 février 1980
2. 1 2  Écho Illustré, 30 février 1972
3. 1 2  Nouvelliste, 28 octobre 1982
4. ↑  24 Heures, 25 septembre 1984, Conclusions de l'enquête sur l'accident